# 우수리 (고양이)
우수리(Ussuri)는 러시아의 우수리강에서 서식하는 희귀한 자연 잡종 고양이 종 중 하나이다.

## 특징
우수리는 반점무늬와 줄무늬가 있고, 단모종인 고양이이다.
우수리는 매우 똑똑하고 영리하다. 사냥에 천부적인 재능이 있다. 보통 집에서 한 명과 강한 유대감을 형성한다. 그들은 실험 품종이 아니어서 집고양이라고 거의 불리지 않는다. 그들은 야생성이 강하기에 야외에서 보내는 시간이 있어야 한다. 우수리는 음식이나 관심을 구걸하며 따라다니지는 않는다. 그들은 아침에 음식을 먹으면 저녁이나 심지어 다음날까지도 돌아오지 않을 수 있다.

## 성격
우수리는 잘 울지 않는 조용한 고양이이다. 이 고양이는 또한 매우 활동적이고, 잘 길들여져 인간과 생활할 수 있다.